# Didier Cuche
Didier Cuche (født 16. august 1974 i Le Pâquier, Schweiz) er en schweizisk alpin skiløber, der primært konkurrerer i disciplinerne styrtløb og Super-G. I sidstnævnte blev han verdensmester ved VM i 2009 i Val d'Isère.

## Resultater
Cuche vandt ved VM i 2009 guld i Super-G, og ved samme mesterskaber sølv i styrtløb. Han vandt desuden sølv i Super-G ved OL i Nagano i 1998.